# Synagoge (Śniadowo)

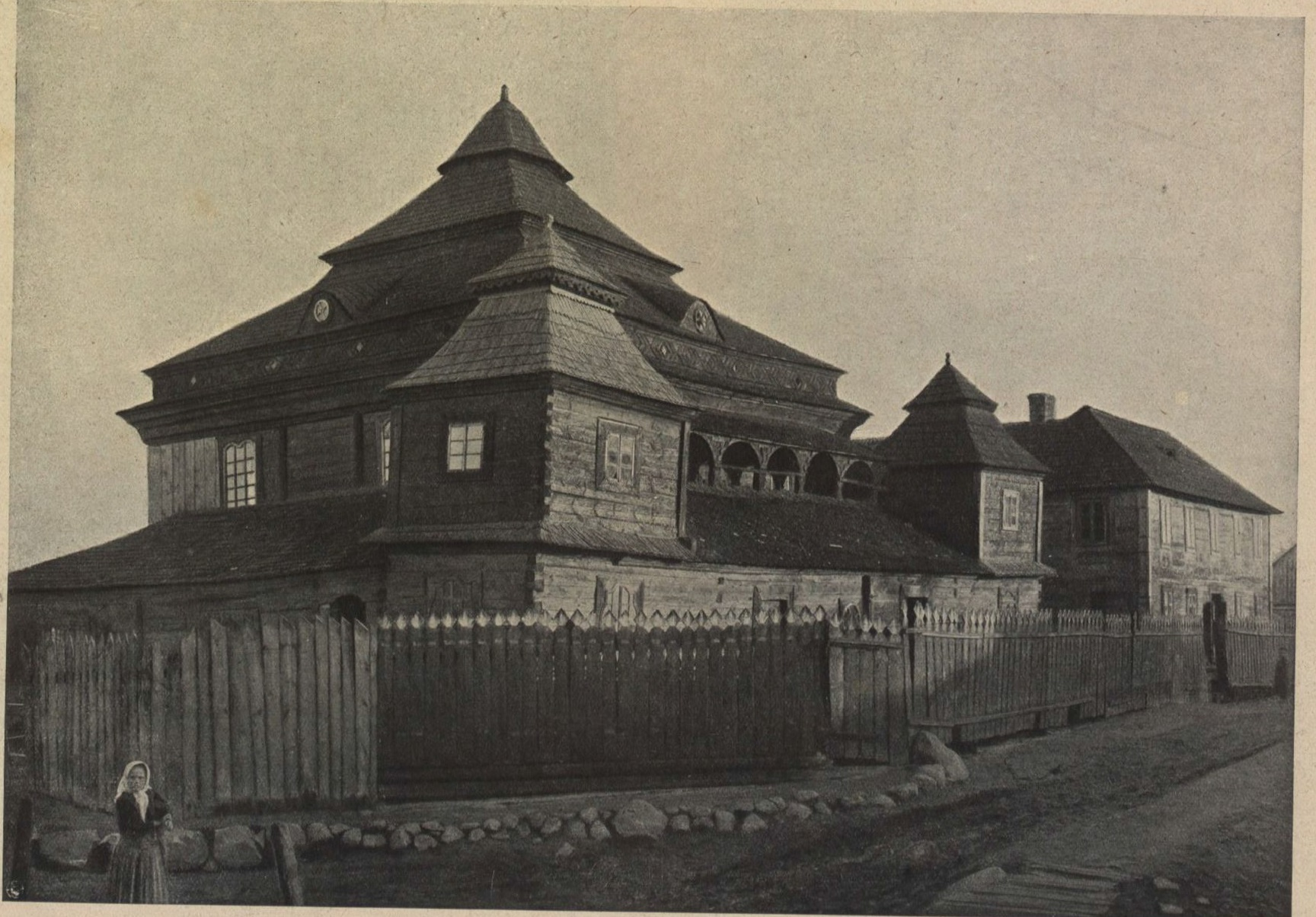
Synagoge in Śniadowo (um 1915)

Die Synagoge in Śniadowo, einer polnischen Gemeinde in der Woiwodschaft Podlachien, wurde 1768 errichtet. Die Synagoge aus Lärchenholz wurde während des Ersten Weltkriegs zerstört.

## Geschichte
Auf einem Balken des Gewölbes befand sich die Jahreszahl 1768. Daher wird angenommen, dass dies das Datum der Fertigstellung des Bauwerks war.
Im Laufe der Jahre wurde die Synagoge mehrmals umgebaut und renoviert, letztmals zu Beginn der 1880er Jahre.
Im Ersten Weltkrieg wurde die Synagoge von russischen Soldaten abgebrannt. Nach dem Krieg wurde an gleicher Stelle eine neue Synagoge errichtet. Diese wurde im Zweiten Weltkrieg abgerissen und die Baumaterialien anderweitig verwendet.

## Architektur
Das Gebäude wurde als prächtiger, monumentaler, kunstgeschichtlich wichtiger Holzbau beschrieben. Es bestand aus einer quadratischen (12 × 12 m) großen Haupthalle. Die Wände waren 6 m hoch; bis zur höchsten Stelle des Gewölbes waren es 10,20 m. Der Fußboden lag einige Stufen tiefer als die äußeren Räume.
An der Westseite befand sich eine Vorhalle und darüber eine Galerie mit Arkaden. Rechts und links stand je ein zweigeschossiger Eckpavillon. Die Nord- und Südseite war von Frauenbeträumen flankiert.
Das Hauptgebäude hatte ein dreigeschossiges Zeltdach, wobei die obere Stufe zu einer oktogonalen Spitze überging. Die Eckpavillons hatten ein zweigeschossiges Dach.
Im Inneren stützten vier Holzsäulen das Gewölbe; sie teilten den Grundriss in neun gleich große Felder auf. In der Mitte stand die Bima; sie hatte die Form einer achteckigen Laube mit einem Baldachin, auf dessen Spitze eine Krone angebracht war.